# Нагих Іван Миколайович
Нагих Іван Миколайович (1878, Старобільський повіт, Харківська губернія - 1948) – депутат Державної думи Російської імперії.
З 15 років працював на паровозобудівному заводі Гартмана чорноробом, помічником майстра, слюсарем.
З 1903 р. – член РСДРП. У лютому 1905 р. на революційній хвилі обраний членом Депутатських зборів Луганська – органу самоврядування робітників.
З 20 лютого по 3 липня – депутат Державної думи Російської імперії II скликання від Катеринославської губернії, входив до більшовицької фракції. Після розгону Думи заарештований та засланий до Сибіру. У 1908-1911 рр. проживав у м. Бодайбо Іркутської губернії, у 1912-1915 рр. працював на Ленських золотих копальнях.
Звільнений з заслання після Лютневої революції. У травні 1917 р. обраний головою Луганської ради робітничих депутатів. Проте, за місяць пішов у відставку. Працював у Луганському продовольчому комітеті, директором Луганської школи № 7.
Член Всесоюзного товариства колишніх політкаторжан.
У липні 1938 р. заарештований, 20 вересня засуджений до 10 років ув’язнення. Помер у в’язниці в 1948 р.
Реабілітований 12 жовтня 1956 р.